# 야마구치 데쓰하루
야마구치 데쓰하루(일본어: 山口 哲治, 1977년 9월 8일 ~ )는 일본의 전 축구 선수이다.

## 구단 경력
1996년 J1리그의 산프레체 히로시마에 입단했다. 1999년 J2리그의 사간 도스로 이적했다. 2002년까지 57경기에 출전, 2002년후 현역 은퇴.